# 명아주여뀌

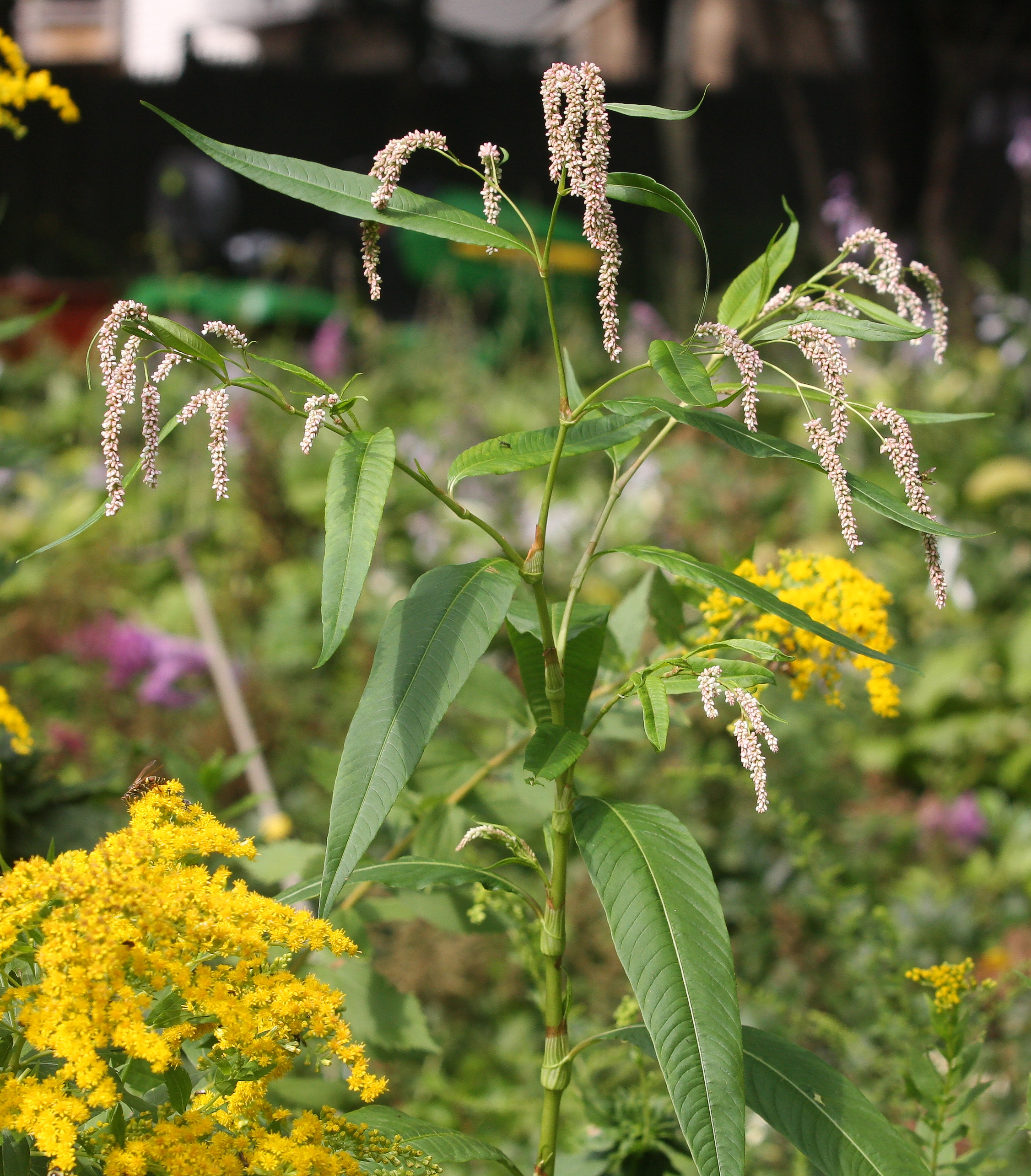

명아주여뀌(Persicaria lapathifolia, Polygonum lapathifolium, pale persicaria)는 밭에 나는 한해살이풀이다. 높이는 1m 내외이다. 가지는 굵고, 붉은빛이 돌며, 원줄기에 흑갈색 점이 있다. 잎은 어긋나며, 타원상 피침형이다. 잎자루는 짧고 엽초 모양의 턱잎은 막질이며 가장자리에 털이 없다. 꽃은 가지 끝에 달리는 이삭꽃차례로 홍자색, 흰색이며, 이삭이 밑으로 처진다. 꽃받침 4장, 수술 6개, 암술대 2개이다. 열매는 수과로 꽃받침에 싸이고, 납작한 원형이다.